# Lotus Word Pro
Lotus WordPro je textový procesor dodávaný původně firmou Lotus Software, která byla začleněna do IBM. Tento procesor existuje pro operační systému Microsoft Windows a IBM OS/2. Word Pro je také součástí kancelářském balíku Lotus SmartSuite

## Historie
Lotus WordPro je následovníkem textového procesoru Ami Pro, který původně dodávala firma Samna. Word Pro byl zásadně přepracován a měl i svůj vlastní, od Ami Pro rozlišný, formát dokumentů. Předchůdce Ami Pro, textový procesor Ami, byl vydán v roce 1988 a byl prvním plně funkčním textovým procesorem pro operační systém Microsoft Windows. Tak předešel i Microsoft Word který byl vydán v roce 1989.
Lotus získal Ami Pro pro vytvoření kancelářského balíku aplikací akvizicí firmy Samna v roce 1990. Lotus rozvíjet Ami Pro až do verze 3.1. Všechny verze Ami Pro byly 16bitové. S Ami Pro byl dodáván Adobe Type Manager pro Windows, protože v té době ještě neměla Windows zavedenu podporu TrueType fontů.
V roce 1994 byla Joemu Guthridgeovi, který vedl vývojový tým, udělena cena Windows Pioneer jako uznání jejich příspěvku pro systém Microsoft Windows.
Editor spolehlivě běží na všech novějších verzích Windows až po WIN10/64, přestože vznikl v době Windows 3.1